# Only a Rose
Pour plus de détails, voir Fiche technique et Distribution.
Only a Rose est un film muet américain réalisé par Burton L. King, sorti en 1916.

## Fiche technique
- Titre : Only a Rose
- Réalisation : Burton L. King
- Scénario : Will M. Ritchey
- Photographie :
- Producteur : William Selig
- Société de production : Selig Polyscope Company
- Sociétés de distribution : General Film Company
- Pays de production :  États-Unis
- Langue : film muet avec les intertitres en anglais américain
- Métrage : 900 m (3 bobines)
- Format : Noir et blanc — 35 mm — 1,33:1 — Muet
- Genre : Film dramatique
- Durée : 30 minutes
- Date de sortie : 
  - États-Unis : 16 octobre 1916

## Distribution
- Robyn Adair :Joseph Dorn
- Virginia Kirtley : Alma Dorn
- Leo Pierson : Louis Hunt
- Ed Brady : James Phelps
- Eugenie Forde : Mme Phelps
- Louella Maxam (en) : Kate Phelps